# Ethel Rosenfield
Pour les articles homonymes, voir Rosenfield.
Ethel Rosenfield est une sculptrice canadienne d'origine polonaise.

## Biographie
Ethel Rosenfield nait en 1910 à Kodoc, en Pologne. Elle immigre à Montréal en 1919.
À 45 ans, elle commence des études de sculpture à l'École des beaux-arts de Montréal auprès d'Armand Filion, Sylvia Daoust et Louis Archambault. Elle sera l'un des membres fondateurs de l'Association des sculpteurs du Québec en 1962,.
En 1978, elle s'installe à Toronto. Elle meurt en 2000 à Scarborough, Ontario.

## Œuvre
Rosenfeld a travaillé le bois, le bronze mais surtout la pierre. Son style s'inspire des visages et des corps féminins qu'elle transpose dans des formes organiques, abstraites. Son travail a été exposé dans plusieurs institutions canadiennes et internationales, dont l'Expo 67, le Musée Rodin à Paris et le Storm-King Art Centre aux États-Unis.